# رامپال
رامپال (به لاتین: Rampal) یک منطقهٔ مسکونی در بنگلادش است که در ناحیه باگرهات واقع شده‌است. رامپال ۳۳۵٫۴۶ کیلومتر مربع مساحت و ۱۶۷٬۰۷۰ نفر جمعیت دارد.